# 美濃市立美濃北中学校
美濃市立美濃北中学校（みのしりつ　みのきたちゅうがっこう）は、かつて岐阜県美濃市に存在した公立中学校。

## 概要
- 美濃市上牧地区、下牧地区の中学校であった。現在の牧谷小学校の校区とほぼ一致する。
- 2012年、美濃中学校に統合され、廃校。2011年4月時点の生徒数は88人。
- 校地は現在の牧谷小学校に隣接していた。校舎は2018年現在、存在する。

## 沿革
美濃北中学校は、1965年に上牧中学校と下牧中学校を統合して新設された中学校である。ここでは統合前の中学校についても記述する。
- 1966年（昭和41年）4月1日 - 上牧中学校と下牧中学校を統合し、新たに美濃市立美濃第二中学校が開校。統合校舎は無く、旧・上牧中学校を上牧教室、旧・下牧中学校を下牧教室とする。統合校舎の建設地は上牧地区にするか下牧地区にするかで住民運動が起きる。
- 1967年（昭和42年）4月1日 - 美濃市立美濃北中学校に改称する。
- 1968年（昭和43年） - 美濃市蕨生2121に校舎が完成。。上牧教室、下牧教室を廃止。
- 2012年（平成24年）
  - 3月25日 - 閉校式。
  - 3月31日 - 美濃中学校に統合され、廃校。